# Al Trost
Alan Philip Trost (Saint Louis, 7 febbraio 1949) è un ex calciatore statunitense, di ruolo centrocampista.

## Carriera

### Club
Si forma nella rappresentativa calcistica della Saint Louis University, facendosi notare come uno dei migliori giocatori universitari del periodo vincendo due edizioni dell'Hermann Trophy.
Viene ingaggiato nel 1973 dai St. Louis Stars, franchigia della NASL. Militò con gli Stars sino al 1977, ultima stagione giocata dalla squadra del Missouri, ottenendo come miglior piazzamento il raggiungimento delle semifinali nel campionato 1975.
Nel 1978 a seguito dello spostamento della franchigia degli Stars, Trost giocò nei California Surf, raggiungendo gli ottavi di finale nella stagione 1978.
Nel 1979 passa ai Seattle Sounders, giocando altre due stagioni nella NASL.
Proseguirà la carriera sino al 1981 nell'indoor soccer, vincendo la Major Indoor Soccer League 1979-1980 con i New York Arrows. Nella stagione 1981-1982 allena i St. Louis Steamers.

### Nazionale
Dopo aver partecipato alle qualificazioni, nel 1972 fece parte della nazionale olimpica di calcio degli Stati Uniti d'America, con cui partecipò al torneo di calcio della XX Olimpiade, dove ottenne l'ultimo posto del Gruppo 1.
Dal 1973 al 1978 gioca nella nazionale di calcio degli Stati Uniti d'America quattordici incontri, indossando anche la fascia di capitano, ed in cui segnò la sua prima e unica rete nella gara di esordio contro la Polonia.

## Statistiche

### Cronologia presenze e reti in Nazionale
| Cronologia completa delle presenze e delle reti in nazionale ― Stati Uniti | Cronologia completa delle presenze e delle reti in nazionale ― Stati Uniti | Cronologia completa delle presenze e delle reti in nazionale ― Stati Uniti | Cronologia completa delle presenze e delle reti in nazionale ― Stati Uniti | Cronologia completa delle presenze e delle reti in nazionale ― Stati Uniti | Cronologia completa delle presenze e delle reti in nazionale ― Stati Uniti | Cronologia completa delle presenze e delle reti in nazionale ― Stati Uniti | Cronologia completa delle presenze e delle reti in nazionale ― Stati Uniti |
| Data                                                                       | Città                                                                      | In casa                                                                    | Risultato                                                                  | Ospiti                                                                     | Competizione                                                               | Reti                                                                       | Note                                                                       |
| -------------------------------------------------------------------------- | -------------------------------------------------------------------------- | -------------------------------------------------------------------------- | -------------------------------------------------------------------------- | -------------------------------------------------------------------------- | -------------------------------------------------------------------------- | -------------------------------------------------------------------------- | -------------------------------------------------------------------------- |
| 12-08-1973                                                                 | New Britain                                                                | Stati Uniti                                                                | 1 – 0                                                                      | Polonia                                                                    | Amichevole                                                                 | 1                                                                          |                                                                            |
| 09-09-1973                                                                 | Hartford                                                                   | Stati Uniti                                                                | 1 – 0                                                                      | Bermuda                                                                    | Amichevole                                                                 | -                                                                          |                                                                            |
| 05-09-1974                                                                 | Monterrey                                                                  | Messico                                                                    | 3 – 1                                                                      | Stati Uniti                                                                | Amichevole                                                                 | -                                                                          |                                                                            |
| 08-09-1974                                                                 | Dallas                                                                     | Stati Uniti                                                                | 0 – 1                                                                      | Messico                                                                    | Amichevole                                                                 | -                                                                          |                                                                            |
| 24-09-1976                                                                 | Vancouver                                                                  | Canada                                                                     | 1 – 1                                                                      | Stati Uniti                                                                | Qual. Mondiali 1978                                                        | -                                                                          |                                                                            |
| 3-10-1976                                                                  | Los Angeles                                                                | Stati Uniti                                                                | 0 – 0                                                                      | Messico                                                                    | Qual. Mondiali 1978                                                        | -                                                                          |                                                                            |
| 15-10-1976                                                                 | Puebla de Zaragoza                                                         | Messico                                                                    | 3 – 0                                                                      | Stati Uniti                                                                | Qual. Mondiali 1978                                                        | -                                                                          |                                                                            |
| 20-10-1976                                                                 | Seattle                                                                    | Stati Uniti                                                                | 2 – 0                                                                      | Canada                                                                     | Qual. Mondiali 1978                                                        | -                                                                          |                                                                            |
| 12-11-1976                                                                 | Port-au-Prince                                                             | Haiti                                                                      | 0 – 0                                                                      | Stati Uniti                                                                | Amichevole                                                                 | -                                                                          |                                                                            |
| 22-12-1976                                                                 | Port-au-Prince                                                             | Canada                                                                     | 3 – 0                                                                      | Stati Uniti                                                                | Qual. Mondiali 1978                                                        | -                                                                          | 46’                                                                        |
| 16-10-1977                                                                 | San Francisco                                                              | Stati Uniti                                                                | 2 – 1                                                                      | Cina                                                                       | Amichevole                                                                 | -                                                                          | Uscita                                                                     |
| 3-09-1978                                                                  | Reykjavík                                                                  | Islanda                                                                    | 0 – 0                                                                      | Stati Uniti                                                                | Amichevole                                                                 | -                                                                          | Uscita                                                                     |
| 6-09-1978                                                                  | Lucerna                                                                    | Svizzera                                                                   | 2 – 0                                                                      | Stati Uniti                                                                | Amichevole                                                                 | -                                                                          |                                                                            |
| 20-09-1978                                                                 | Setúbal                                                                    | Portogallo                                                                 | 1 – 0                                                                      | Stati Uniti                                                                | Amichevole                                                                 | -                                                                          | Ingresso                                                                   |
| Totale                                                                     |                                                                            | Presenze                                                                   | 14                                                                         |                                                                            | Reti                                                                       | 1                                                                          |                                                                            |